# Ivan Kalina
Ivan Kalina (9. září 1934 – 5. května 1969) byl český hokejista, obránce a útočník.

## Hokejová kariéra
V československé lize hrál za CHZ Litvínov. Nastoupil ve 237 ligových utkáních a dal 48 gólů. V italské lize hrál za HC Bolzano.

## Klubové statistiky
| Sezona    | Klub               | Soutěž  | Základní část | Základní část | Základní část | Základní část | Základní část |
| Sezona    | Klub               | Soutěž  | Z             | G             | A             | B             | TM            |
| --------- | ------------------ | ------- | ------------- | ------------- | ------------- | ------------- | ------------- |
| 1956/1957 | Jiskra SZ Litvínov | 2. liga | -             | 3             | -             | -             | -             |
| 1957/1958 | Jiskra SZ Litvínov | 2. liga | -             | 3             | -             | -             | -             |
| 1958/1959 | Jiskra SZ Litvínov | 2. liga | -             | 11            | -             | -             | -             |
| 1959/1960 | Jiskra SZ Litvínov | 1. liga | 22            | 3             | 2             | 5             | -             |
| 1960/1961 | Jiskra SZ Litvínov | 1. liga | 30            | 2             | 3             | 5             | -             |
| 1961/1962 | Jiskra SZ Litvínov | 1. liga | 30            | 3             | 3             | 6             | -             |
| 1962/1963 | CHZ Litvínov       | 1. liga | 19            | 7             | -             | -             | -             |
| 1963/1964 | CHZ Litvínov       | 1. liga | 27            | 8             | -             | -             | -             |
| 1964/1965 | CHZ Litvínov       | 1. liga | 32            | 13            | -             | -             | -             |
| 1965/1966 | CHZ Litvínov       | 1. liga | 31            | 4             | 4             | 8             | -             |
| 1966/1967 | CHZ Litvínov       | 1. liga | 25            | 4             | -             | -             | -             |
| 1967/1968 | CHZ Litvínov       | 1. liga | 21            | 4             | 2             | 6             | -             |
| 1968/1969 | HC Bolzano         | 2. liga | -             | -             | -             | -             | -             |